# Duanju
I Duanju ((ZH) ) sono micro drammi cinesi, una forma di serie web o televisiva di breve durata che ha acquisito popolarità in Cina. Queste serie, in genere adattate da romanzi web cinesi, sono concepite principalmente per piattaforme mobili come Douyin (versione cinese di TikTok) e le applicazioni dedicate. Gli episodi sono molto brevi, spesso tra 1 e 2 minuti, e raramente superano i 3 minuti. Una serie completa può contare da 20 a 100 episodi, per una durata complessiva paragonabile a uno o due film. I duanju sono prodotti in formato verticale per facilitare la visione su smartphone e sono pensati per un pubblico che consuma contenuti in modo frammentato.
Grazie al loro formato dinamico e alla struttura a cliffhanger, i duanju sono anche conosciuti come "short drama", "vertical drama" o "microdrama" in inglese. Alcune serie vengono adattate in film interattivi o DVD game.
In termini di stile narrativo, i duanju possono essere paragonati a soap opera occidentali, ma con un ritmo più veloce e intensità narrativa concentrata.

## Storia
I duanju derivano da romanzi web cinesi pubblicati a partire dal 2002 su piattaforme come [[Qidian]], dove gli utenti potevano leggere capitoli a pagamento o tramite abbonamento.
I primi duanju in formato video sono comparsi nel 2013 su Youku e Tudou, per poi diffondersi su applicazioni come TikTok, ReelShort, DramaBox, GoodShort e Kuaishou. Nel 2023, il pubblico globale stimato per i duanju ha raggiunto circa 1,6 miliardi di utenti.

## Espansione internazionale

### Europa
Dal 2025, la piattaforma asiatica Stardust TV ha iniziato a espandersi in Europa, in particolare in Francia. Tra le nuove offerte figura la serie verticale francese Les Aventures avec ma voisine (Next Door Adventure), prodotta da Guillaume Sanjorge. Si tratta della prima serie francese distribuita su una piattaforma asiatica specializzata in fiction verticali per dispositivi mobili.
L’emergere della fiction verticale per dispositivi mobili in Europa è stato messo in luce durante eventi internazionali tenutisi a Parigi il 23 novembre 2024 e il 14 giugno 2025, dove l’associazione Studio Phocéen ha riunito creatori, produttori e piattaforme per presentare questo formato narrativo in evoluzione.

### America
Le case di produzione cinesi hanno iniziato a collaborare con partner americani e britannici per portare i duanju a un pubblico anglofono. Ciò avviene sia tramite il doppiaggio delle serie originali in cinese, sia con la ricostruzione completa della serie usando attori anglofoni. Queste produzioni, spesso a basso costo, possono essere completate in meno di 10 giorni.

## Produzione in Asia
A differenza della maggior parte dei contenuti generati dagli utenti su app come TikTok, i duanju sono prodotti professionalmente. Le case di produzione cinesi assumono attori e troupe professionisti per realizzare e montare i contenuti.
In Cina, i duanju vengono spesso girati in meno di due settimane con budget molto ridotti. Queste produzioni adottano generalmente un modello freemium, offrono alcuni episodi gratuitamente e monetizzando successivamente tramite video on demand o abbonamenti.

## Controversie
A causa del breve ciclo di produzione e del basso costo, se una sceneggiatura diventa popolare, molte aziende si affrettano a imitarla, risultando in un'inondazione di trame simili su internet, portando a un senso di saturazione, violando i diritti d'autore e altri diritti di proprietà intellettuale.